# آلیسا کیوردیان
آلیسا واهاگی کیوردیان (ارمنی: Ալիսա Վահագի Քյուրդիան؛ زاده ۸ اکتبر ۱۹۴۳) فیلم‌بردار اهل ارمنستان است. وی از سال ۱۹۶۵ میلادی تاکنون مشغول فعالیت بوده است.

## زندگی‌نامه
وی در ۸ اکتبر ۱۹۴۳ در ایروان به دنیا آمد و از دانشگاه ملی پلی‌تکنیک ارمنستان (۶۴–۱۹۶۱) فارغ‌التحصیل گشت. وی در های‌فیلم فعالیت می‌کند. وی همچنین برنده جوایزی همچون مدال طلای وزارت فرهنگ جمهوری ارمنستان (۲۰۰۸) و چهره هنری شایسته جمهوری ارمنستان (۲۰۱۰) شد.